# 梅萨比语
梅萨比语是印欧语系语言，在公元前6世纪至前2世纪由意大利半岛东南普利亚大区的雅皮吉人部落梅萨比人、道尼人和普切蒂人使用。古罗马征服该地区后梅萨比语消失。有方法将其归入古巴尔干语族。